# Varteksstadion
Het Varteksstadion is een multifunctioneel stadion in Varaždin, een stad in Kroatië. Het stadion wordt vooral gebruikt voor voetbalwedstrijden, de voetbalclub NK Varaždin maakt gebruik van dit stadion. Ook het nationale elftal speelt regelmatig een internationale wedstrijd hier. In het stadion is plaats voor 9.099 toeschouwers. Het stadion werd geopend in 1931. Onder supporters staat het stadion ook bekend als het Stadion Anđelko Herjavec vernoemd naar de in 2001 bij een auto-ongeluk omgekomen Anđelko Herjavec. Hij was manager bij het kledingbedrijf Varteks, naamgever van het stadion, en bestuurslid bij de Kroatische voetbalbond.

## Afbeeldingen

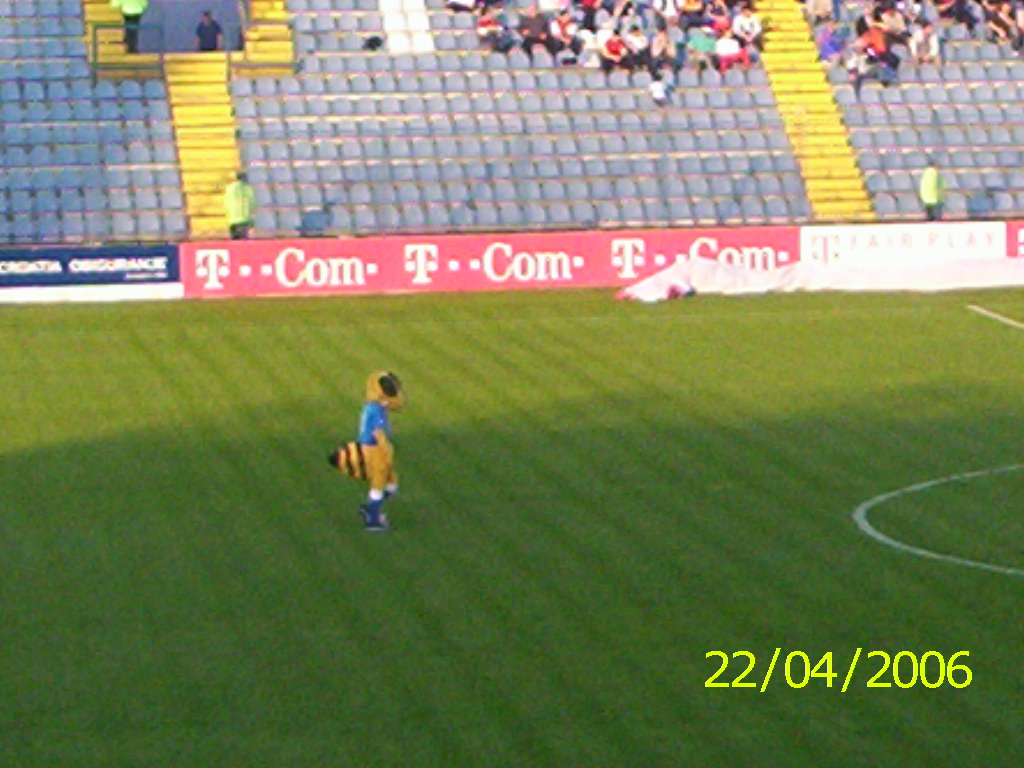
Wedstrijd in 2006, NK Varteks - NK Osijek
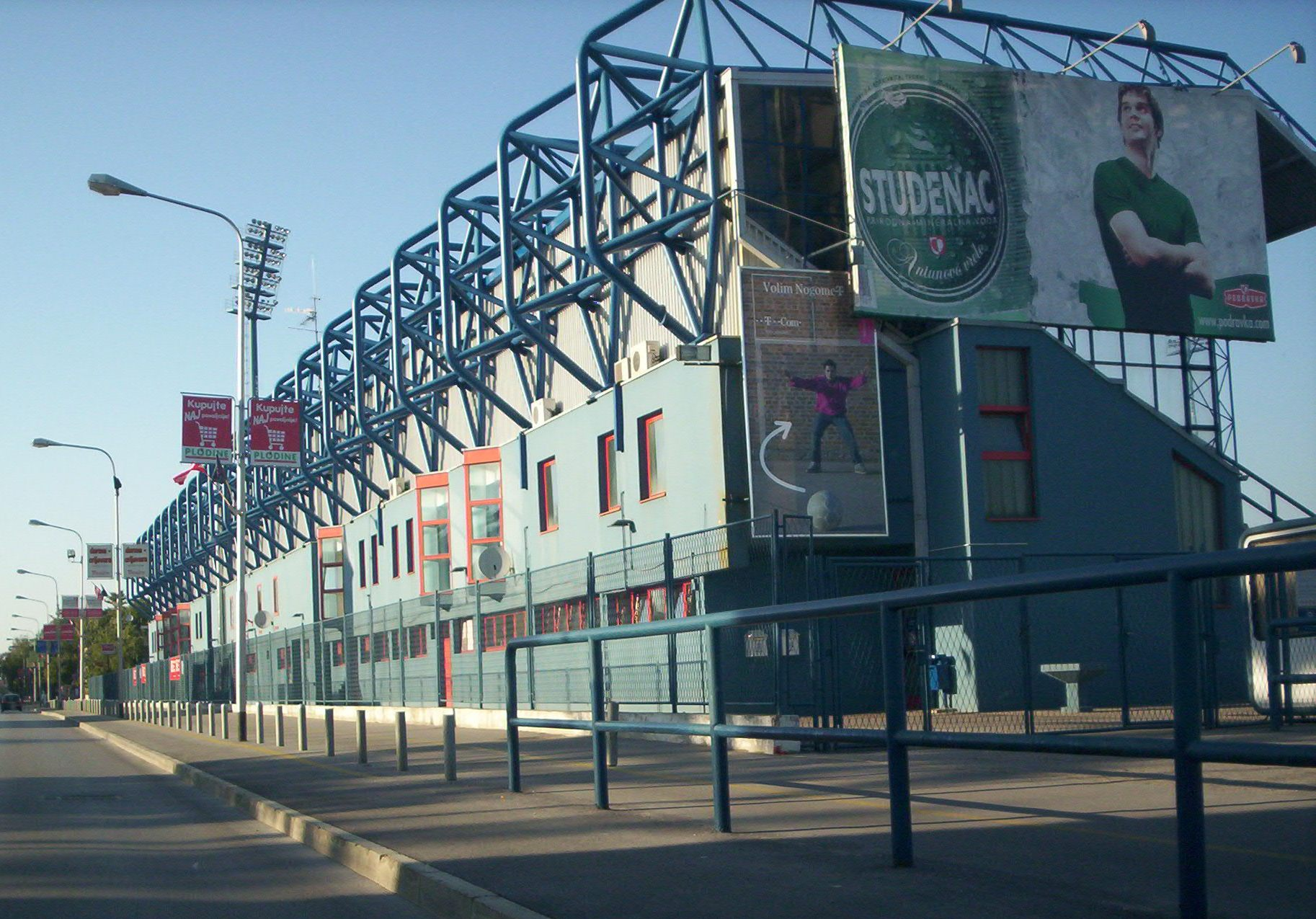
De buitenkant van het stadion.
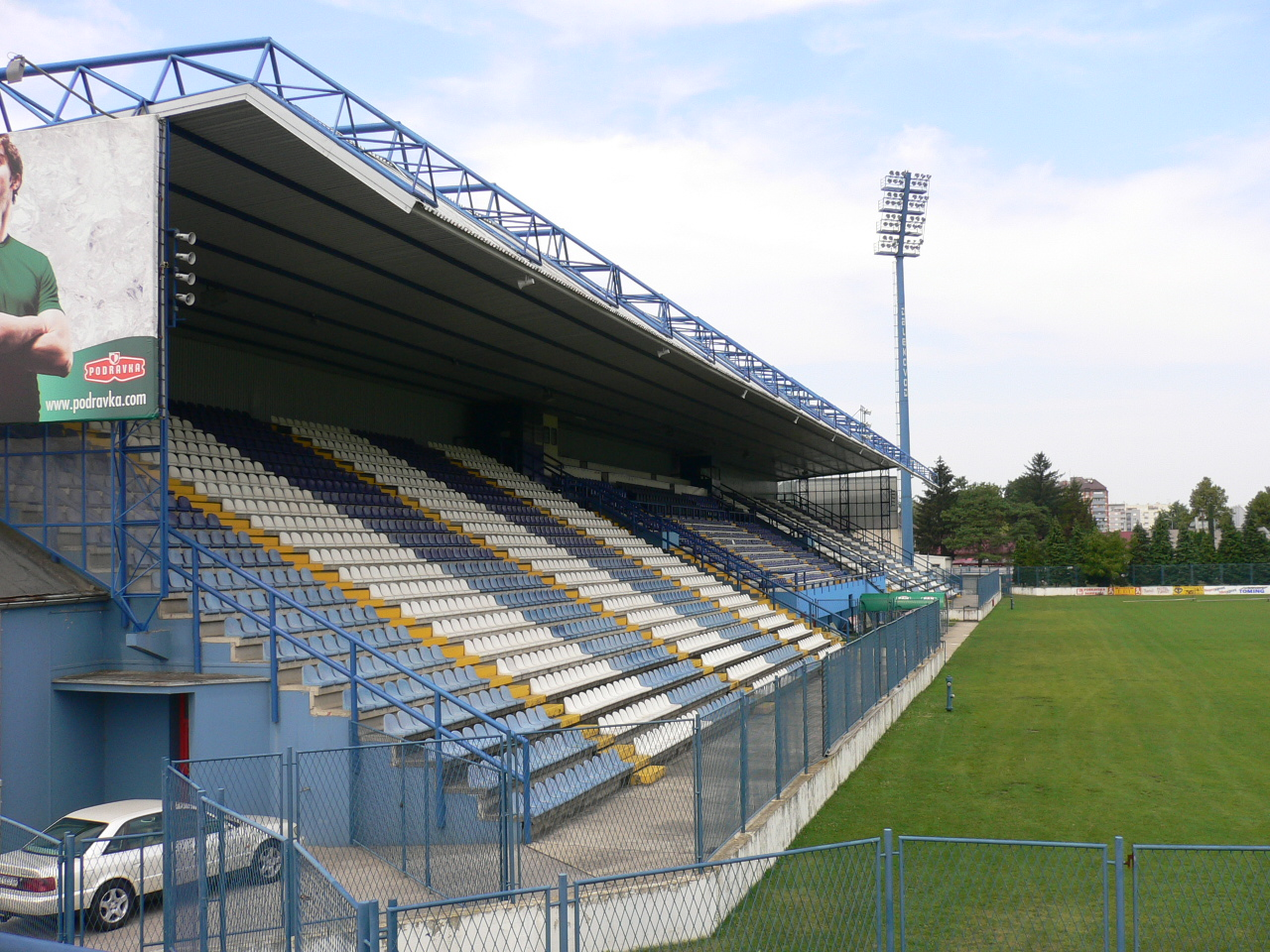
Deel van de tribune.
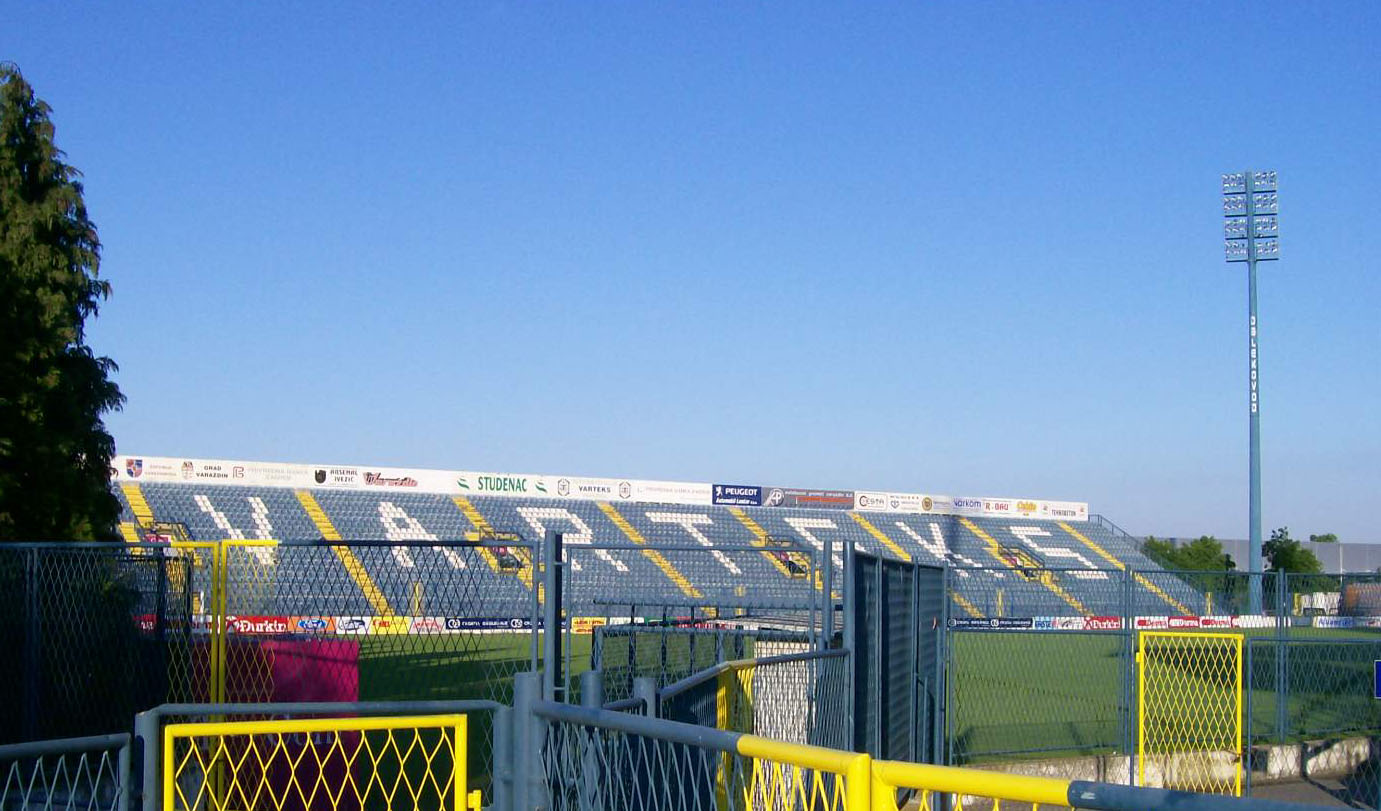
Foto van het stadion in 2008.